# 서구·유성구
서구·유성구는 대한민국의 옛 국회의원 선거구이다. 당시 대전직할시 서구와 유성구 지역을 관할했다.

## 역사
1989년 1월 1일을 기해 충청남도 대전시가 대전직할시로 승격되었다. 이 과정에서 대덕군이 대전직할시로 흡수되었으며 서구 일부 지역과 대덕군 진잠면(남산리 제외), 탄동면, 구즉면에 유성구가 신설되었다. 이로 인해 제14대 국회의원 선거를 앞두고 서구 선거구가 서구·유성구 선거구로 개편되었다. 
제15대 국회의원 선거를 앞두고 서구 갑, 서구 을, 유성구 선거구로 각각 분리되면서 폐지되었다.

## 역대 국회의원
| 선거   | 정당 | 정당   | 의원   |
| ------ | ---- | ------ | ------ |
| 1992년 |      | 무소속 | 이재환 |

## 역대 선거 결과

### 대한민국 제14대 국회의원 선거
|  | 34.90% |

|  | 28.51% |

|  | 16.12% |

|  | 14.02% |

|  | 2.14% |

|  | 2.02% |

|  | 1.49% |

|  | 0.76% |